# 长庆寺塔
长庆寺塔位于中国安徽省黄山市歙县徽城镇城南西干山麓，今太平兴国寺前，北临练江，始建于北宋重和二年（1119），为古徽州现存年代最早的塔，因塔旁原有长庆寺故名，今寺毁塔存，经历代多次修缮，仍保持宋代特征。2013年被列为全国重点文物保护单位。
该塔为七层四面的砖木结构楼阁式塔，高23.1米，底层边长5.28米，实心，底部设有须弥座，底层外设回廊，四面均辟券门，门内置石雕莲瓣佛座，上部各层则四面隐出券窗，转角设方形倚柱，各层均以相间的菱角牙子和板檐砖叠涩挑出木构腰檐，其上覆以筒板瓦，墙面绘有彩色佛像图案。